# Estación de Canyamelar
Canyamelar es una estación de la línea 6 de Metrovalencia que se encuentra en el barrio del Cabañal-Cañamelar de Valencia. Fue inaugurada el 27 de septiembre de 2007. Está situada en la calle de la Fuente Podrida, donde se levantan los dos andenes a ambos lados de las vías del tranvía.